# Annonserna (Söderköping)
Annonserna var en tidning i Söderköping  med undertiteln Landtbruk, Tjenster och Grosshandel m. m som gavs ut från 8 juli 1892 provnummer och sedan reguljärt från den 15 juli till den 7 oktober 1892. Tidningen gavs ut på fredagar en dag i veckan med 4 sidor. Formatet var folioformat med 4 spalter på satsytan 43,5 x 29 cm till och med 23 september 1893 och därefter 3 spalter på satsytan 34,5 x 21,5 cm. Priset för tidningen var 25 öre för år. Utgivningsbevis för tidningen utfärdades för Erik Theodor Olsson Gombrii  en 9 juni 1892. Tidningen trycktes hos G. Thorén med antikva som typsnitt.